# Giải Mâm xôi vàng cho nữ diễn viên phụ tồi nhất
Giải Quả Mâm xôi vàng cho nữ diễn viên phụ tồi nhất là một trong các Giải Quả Mâm xôi vàng dành cho các nữ diễn viên phụ bị đánh giá là diễn xuất dở nhất trong một phim.
Dưới đây là danh sách các người (bị) nhận giải và các người (bị) đề cử cùng tên phim, theo từng năm:

## Thập niên 1980
- 1980 Amy Irving - Honeysuckle Rose
  - Elizabeth Ashley - Windows
  - Georg Stanford Brown - Stir Crazy
  - Betsy Palmer - Friday the 13th
  - Marilyn Sokol - Can't Stop the Music
- 1981 Diana Scarwid - Mommie Dearest
  - Rutanya Alda - Mommie Dearest
  - Farrah Fawcett - The Cannonball Run
  - Mara Hobel - Mommie Dearest
  - Shirley Knight - Endless Love
- 1982 Aileen Quinn - Annie
  - Rutanya Alda - Amityville II: The Possession
  - Colleen Camp - The Seduction
  - Dyan Cannon - Deathtrap
  - Lois Nettleton - Butterfly
- 1983 Sybil Danning - Chained Heat / Hercules
  - Bibi Besch - The Lonely Lady
  - Finola Hughes - Staying Alive
  - Amy Irving - Yentl (cũng được đề cử cho giải Oscar trong cùng vai diễn này)
  - Diana Scarwid - Strange Invaders
- 1984 Lynn-Holly Johnson - Where the Boys Are '84
  - Olivia d'Abo - Bolero/Conan the Destroyer
  - Susan Anton - Cannonball Run II
  - Marilu Henner - Cannonball Run II
  - Diane Lane - The Cotton Club / Streets of Fire
- 1985 Brigitte Nielsen - Rocky IV
  - Sandahl Bergman - Red Sonja
  - Marilu Henner - Perfect / Rustlers' Rhapsody
  - Julia Nickson-Soul - Rambo: First Blood Part II
  - Talia Shire - Rocky IV
- 1986 Dom DeLuise (mặc y phục phụ nữ) - Haunted Honeymoon vai Aunt Kate
  - Louise Fletcher - Invaders from Mars
  - Zelda Rubinstein - Poltergeist II: The Other Side
  - Beatrice Straight - Power
  - Kristin Scott Thomas - Under the Cherry Moon
- 1987 Daryl Hannah - Wall Street
  - Gloria Foster - Leonard Part 6
  - Mariel Hemingway - Superman IV: The Quest for Peace
  - Grace Jones - Siesta
  - Isabella Rossellini - Siesta / Tough Guys Don't Dance
- 1988 Kristy McNichol - Two Moon Junction
  - Eileen Brennan - The New Adventures of Pippi Longstocking
  - Daryl Hannah - High Spirits
  - Mariel Hemingway - Sunset
  - Zelda Rubinstein - Poltergeist III
- 1989 Brooke Shields - Speed Zone!
  - Angelyne - Earth Girls Are Easy
  - Anne Bancroft - Bert Rigby, You're a Fool
  - Madonna - Bloodhounds of Broadway
  - Kurt Russell (mặc y phục phụ nữ) - Tango & Cash

## Thập niên 1990
- 1990 Sofia Coppola - The Godfather, Part III
  - Roseanne Barr (giọng nói) - Look Who's Talking Too
  - Kim Cattrall - The Bonfire of the Vanities
  - Julie Newmar - Ghosts Can't Do It
  - Ally Sheedy - Betsy's Wedding
- 1991 Sean Young (vai song sinh bị giết) - A Kiss Before Dying
  - Sandra Bernhard - Hudson Hawk
  - John Candy (mặc y phục phụ nữ) - Nothing but Trouble
  - Julia Roberts - Hook
  - Marisa Tomei - Oscar
- 1992 Estelle Getty - Stop! Or My Mom Will Shoot
  - Ann-Margret - Newsies
  - Tracy Pollan - A Stranger Among Us
  - Jeanne Tripplehorn - Basic Instinct
  - Sean Young - Once Upon a Crime
- 1993 Faye Dunaway - The Temp
  - Anne Archer - Body of Evidence
  - Sandra Bullock - Demolition Man
  - Colleen Camp - Sliver
  - Janine Turner - Cliffhanger
- 1994 Rosie O'Donnell - Car 54, Where Are You? / Exit to Eden / The Flinstones
  - Kathy Bates - North
  - Elizabeth Taylor - The Flintstones
  - Lesley Ann Warren - Color of Night
  - Sean Young - Even Cowgirls Get the Blues
- 1995 Madonna - Four Rooms
  - Amy the Talking Gorilla - Congo
  - Bo Derek - Tommy Boy
  - Gina Gershon - Showgirls
  - Lin Tucci - Showgirls vai Henrietta Bazoom
- 1996 Melanie Griffith - Mulholland Falls
  - Faye Dunaway - The Chamber / Dunston Checks In
  - Jami Gertz - Twister
  - Daryl Hannah - Two Much
  - Teri Hatcher - Heaven's Prisoners / 2 ngày in the Valley
- 1997 Alicia Silverstone - Batman & Robin
  - Faye Dunaway - Albino Alligator
  - Milla Jovovich - The Fifth Element
  - Julia Louis-Dreyfus - Fathers' Day
  - Uma Thurman - Batman & Robin
- 1998 Maria Pitillo - Godzilla
  - Ellen Albertini Dow - 54
  - Jenny McCarthy - BASEketball
  - Liv Tyler - Armageddon
  - Raquel Welch - Chairman of the Board
- 1999 Denise Richards - The World Is Not Enough
  - Sofia Coppola - Star Wars: Episode I - The Phantom Menace
  - Salma Hayek - Dogma / Wild Wild West
  - Kevin Kline (vai gái điếm) - Wild Wild West
  - Juliette Lewis - The Other Sister

## Thập niên 2000
- 2000 Kelly Preston - Battlefield Earth
  - Patricia Arquette - Little Nicky
  - Joan Collins - The Flintstones in Viva Rock Vegas
  - Thandie Newton - Mission: Impossible II
  - Rene Russo - The Adventures of Rocky & Bullwinkle
- 2001 Estella Warren - Driven / Planet of the Apes
  - Drew Barrymore - Freddy Got Fingered
  - Courteney Cox - 3000 Miles to Graceland
  - Julie Hagerty - Freddy Got Fingered
  - Goldie Hawn - Town & Country
- 2002 Madonna - Die Another Day
  - Lara Flynn Boyle - Men in Black II
  - Bo Derek - The Master of Disguise
  - Natalie Portman - Star Wars: Episode II - Attack of the Clones
  - Rebecca Romijn - Rollerball
- 2003 Demi Moore - Charlie's Angels: Full Throttle
  - Lainie Kazan - Gigli
  - Brittany Murphy - Just Married
  - Kelly Preston - The Cat in the Hat
  - Tara Reid - My Boss's Daughter
- 2004 Britney Spears - Fahrenheit 9/11
  - Carmen Electra - Starsky & Hutch
  - Jennifer Lopez - Jersey Girl
  - Condoleezza Rice - Fahrenheit 9/11
  - Sharon Stone - Catwoman
- 2005 Paris Hilton - House of Wax
  - Carmen Electra - Dirty Love
  - Katie Holmes - Batman Begins
  - Ashlee Simpson - Undiscovered
  - Jessica Simpson - The Dukes of Hazzard
- 2006 Carmen Electra - Date Movie / Scary Movie 4
  - Kate Bosworth - Superman Returns
  - Kristin Chenoweth - Deck the Halls / The Pink Panther / RV
  - Jenny McCarthy - John Tucker Must Die
  - Michelle Rodriguez - BloodRayne
- 2007 Eddie Murphy (vai Rasputia) - Norbit
  - Jessica Biel - I Now Pronounce You Chuck & Larry / Next
  - Carmen Electra - Epic Movie
  - Julia Ormond - I Know Who Killed Me
  - Nicolette Sheridan - Code Name: The Cleaner
- 2008 Paris Hilton - Repo! The Genetic Opera
  - Carmen Electra - Disaster Movie / Meet The Spartans
  - Kim Kardashian - Disaster Movie
  - Jenny McCarthy - Witless Protection
  - Leelee Sobieski - 88 Minutes / In the Name of the King: A Dungeon Siege Tale

Bản mẫu:Golden Raspberry Award Years